# Азербайджанский ландромат
«Азербайджанский ландромат» («азербайджанская прачечная») — сложная операция по отмыванию денег, раскрытая в сентябре 2017 года в рамках проекта по освещению организованной преступности и коррупции (OCCRP). Расследование показало, что за два года, с 2012 по 2014 год, через европейские компании и банки было переброшено около 2,9 миллиарда долларов США. 

## Расследование и разоблачения СМИ
Операция была раскрыта в результате совместного расследования OCCRP, Berlingske (Дания), The Guardian (Великобритания), Süddeutsche Zeitung (Германия), Le Monde (Франция), Tages-Anzeiger и Tribune de Genève (Швейцария), De Tijd (Бельгия), «Новой газеты» (Россия), Dossier(Австрия), Atlatszo (Венгрия), Delo (Словения), RISE Project (Румыния), Bivol (Болгария), Aripaev (Эстония), Czech Center for Investigative Journalism (Чешская Республика) и Barron’s (США), которые опубликовали ряд статей о результатах расследования в сентябре 2017 года.
Внутренние банковские документы с подробным описанием более 16 000 транзакций в период с 2012 по 2014 год были получены в результате утечки информации датской газетой Berlingske, которая передала их своим медиа-партнерам. Документы выявили большое количество скрытых транзакций, косвенно связанных с «влиятельными лицами» в Азербайджане, использовавшие в основном 4 британские подставные компании и филиал Danske Bank в Эстонии для перевода крупных сумм на счета компаний и частных лиц по всему миру. Операция позволила правящей элите Азербайджана направить не менее $2,9 млрд на то, чтобы заглушить критику о нарушениях прав человека в Азербайджане, продвигать интересы режима и создать положительный имидж Азербайджана за рубежом.
Это было первое масштабное международное совместное расследование Berlingske и получило широкое освещение, из-за причастности Danske Bank к отмыванию денег, премьер-министр Дании Ларс Лёкке Расмуссен публично отреагировал на разоблачения, заявив телеканалу TV2 Дании: «Это меня расстраивает и злит».

## Отмывание денег
Почти половина денег (1 452 918 429 долл. США) поступила со счета подставной компании в Международном банке Азербайджана связанной с семьей Алиевых; $8,5 млн поступили непосредственно от правительственных министерств и организаций, в частности, Министерство оборонной промышленности Азербайджана, МЧС и Госслужбы охраны. Часть денег поступила от компаний, связанных с режимом, таких как: Baktelekom MMC, связанная с бывшим министром Гокнуром Баки, Azarbaycan Metanol Kompani, Arash Medical Production. Другая часть денег поступила от Рособоронэкспорта — российской государственной компании по экспорту оружия. Среди получателей также были видные азербайджанцы с государственными должностями или связями, такие как семья Якуба Эйюбова — первого заместителя премьер-министра Азербайджана, Али Нагиева — представителя правительства, ответственного за борьбу с коррупцией, и Орхана Султанова — главы внешней разведки Азербайджана. 
Четыре предприятия в центре операции по отмыванию денег, Metastar Invest, Hilux Services, Polux Management и LCM Alliance, были компаниями с ограниченной ответственностью, зарегистрированными в Великобритании. Их партнерами были анонимные налоговые убежища в Виргинских островах, Сейшельских островах и Белизе. Danske Bank обслуживал счета всех четырёх предприятий, позволяя миллиардам проходить через эстонский филиал без должных проверок.
Большая часть выплат была произведена компаниям в Великобритании, крупные суммы также поступали компаниям в ОАЭ и Турции на счета, которые были причастны также к «российскому ландромату», тем самым выявляя связь между двумя системами по отмыванию денег. Оба «ландромата» (английское слово «laundromat» переводится на русский как «прачечная» — термин введенный OCCRP для обозначения обширной операции по отмыванию денег) использовали один и тот же тип британских ТОО, одних и тех же агентов и одни и те же банковские счета, кроме того 33 из компаний задействованных в азербайджанской версии, также фигурируют в русской версии, что указывает на то, что вся операция может быть намного шире и требует дальнейшего расследования, чтобы раскрыть ее в полной мере.

## Социально-политическое влияние
В период отмывания денег правительство Азербайджана заключило в тюрьму более 90 правозащитников, оппозиционных политиков и журналистов (таких как Хадиджа Исмайлова, Мехман Гусейнов, Интигам Алиев,  Анар Мамедли,  Расул Джафаров, Лейла Юнус) по политически мотивированным обвинениям. Несмотря на то, что эти репрессии и нарушения прав человека были решительно осуждены международными правозащитными организациями, ряд европейских политиков, которые получали денежные переводы, смогли мобилизовать важные международные организации, такие как Парламентская ассамблея Совета Европы (ПАСЕ), и ЮНЕСКО, чтобы заглушить критику или добиться пиар-побед для правительства Азербайджана.
Расследование «Азербайджанский ландромат» также подтвердило некоторые из более ранних сообщений о подкупе европейских дипломатов, раскрытых в рамках расследования Европейской инициативы стабильности в 2012 году, поскольку некоторые из получателей денег, в частности, Эдуард Линтнер (немецкий политик и наблюдатель за выборами в Европейском парламенте), Ален Дестеш (Бельгийский политик и член ПАСЕ), Лука Волонте (итальянский политик и член ПАСЕ) и другие, уже были замешаны в скандале вокруг «Икорной дипломатии» в Совете Европы.
Среди получавших денежные переводы также были: Калин Митрев (член правления ЕБРР, муж Ирины Боковой — главы ЮНЕСКО), Змаго Елинчич Племенити (словенский политик и кандидат в президенты), Карин Стренц (член Бундестага — ХДС).
Деньги переводились также звездам спорта, медиамагнатам, музыкантам и журналистам для продвижения имиджа Азербайджана. Среди получателей был Эккарт Сагер, бывший журналист CNN, писавший статьи, дружественные азербайджанскому режиму.

## Реакции, расследования и уголовные дела
Тысячи протестующих вышли на улицы Баку под лозунгом «Верните деньги, украденные у народа», чтобы выразить свой протест против коррупции и налоговых махинаций, совершенных правящей элитой страны.
 В сентябре 2017 года прокуратура начала расследование в отношении Калина Митрева, представителя Болгарии в ЕБРР, который получил выплаты в сумме 425000 евро. Митрев отверг возможность любых правонарушений и заявил, что платежи на его счета в Швейцарии и Болгарии предназначались для законных консультационных услуг и произошли до того, как он вошёл в правление банка в Лондоне. В сентябре 2018 года болгарские прокуроры заявили, что расследование и проверка налоговых дел Митрева с 2012 по 2015 год не выявили никаких доказательств уклонения от уплаты налогов, отмывания денег, «или каких-либо несоответствий между имуществом налогоплательщика, понесенными им расходами и его доходом».
 Разоблачения азербайджанских и российских «ландроматов» привели к скандалу с отмыванием денег в Danske Bank, который описывают как, возможно, самый крупный скандал по отмыванию денег в Европе. Сразу после публикаций Berlingske Danske Bank начал внутреннее расследование деятельности своего эстонского филиала. В сентябре 2018 года, когда были опубликованы результаты расследования, генеральный директор банка Томас Борген ушёл в отставку. В мае того же года датская прокуратура обвинила его в пренебрежении своими обязанностями и предъявила обвинения Хенрику Рамлау-Хансену, бывшему председателю Управления финансового надзора банка, за неспособность предотвратить подозрительные операции.
Парламент Дании ввёл более строгие меры по борьбе с отмыванием денег, увеличив штрафы за отмывание денег в восемь раз, что сделало их одними из самых жестких в Европе.
 Эстонские власти также начали расследование и арестовали десять бывших сотрудников Danske bank в декабре 2018 года. Правительство Эстонии потребовало от банка закрыть свой эстонский филиал в 2019 году.
 В январе 2017 года после нескольких критических отчетов и озабоченности, выраженной многими членами Парламентской ассамблеи Совета Европы (ПАСЕ), Бюро Ассамблеи приняло решение создать независимый внешний орган для расследования обвинений ПАСЕ в коррупции. Окончательный отчет следственного органа был опубликован в апреле 2018 года, в нем были выявлены «серьезные подозрения в коррупционной деятельности с участием членов Ассамблеи» и назван ряд членов нарушивших Кодекс поведения Ассамблеи. Многие члены и бывшие члены, упомянутые в отчете, подверглись санкциям: 4 члена были лишены определенных прав, а 14 членов, обвиненных в получении подарков и взяток от правительства Азербайджана, были пожизненно исключены из Ассамблеи и ее помещений.
В марте 2019 года Комитет ПАСЕ по юридическим вопросам и правам человека опубликовал новый отчет с рекомендациями под названием «Ландроматы: ответ на новые вызовы в международной борьбе с организованной преступностью, коррупцией и отмыванием денег».
 В январе 2019 года руководство Бундестага дисциплинировало члена ХДС Карин Стренц за нарушение парламентских правил декларирования внешних доходов, полученных от Азербайджана. В январе 2020 года прокуратура Франкфурта начала расследование в отношении Карин Стренц и бывшего члена ХДС Эдуарда Линтнера.
Бундестаг лишил Стренц депутатской неприкосновенности и разрешил выполнение судебных обысков и постановлений об аресте для расследования Стренца на предмет получения денег от компании, лоббирующей интересы Азербайджана принадлежащей Линтнеру. Федеральная уголовная полиция провела обыск в здании парламента и в квартирах Стренца. По запросу немецкого суда следователи также провели обыск в квартирах бывшего бельгийского политика MR Алена Дестекси и Стефа Гориса.
В марте 2021 года прокуратура Мюнхена начала расследование по первоначальному подозрению в коррупции в отношении ещё одного депутата от ХДС Акселя Фишера. Бундестаг снял с него неприкосновенность, а БКА провело обыск в его представительстве.
 Расследование выявило несколько банковских переводов в 2012 году на общую сумму более 9 миллионов долларов США, сделанных на банковский счет венгерского банка MKB в Будапеште как раз в то время, когда на фоне международных разногласий, венгерское правительство экстрадировало в Азербайджан осуждённого азербайджанского убийцу Рамиля Сафарова. Несколько СМИ предположили связь между визитом Виктора Орбана в Баку в июне и первым переводом $7,6 млн на банковский счёт в июле, поскольку к концу августа Сафаров был передан Азербайджану.
Министр иностранных дел Венгрии Петер Сийярто сказал, что надеется, что «международные и национальное расследования позволят выяснить, что именно произошло, потому что до тех пор, пока правда не известна, все виды клеветнических заявлений могут быть сделаны кем угодно без каких-либо последствий. Я самым решительным образом отвергаю любые выводы или инсинуации, предполагающие какую-либо связь между венгерскими внешнеполитическими решениями и вышеупомянутыми международными уголовными действиями».
 Прокуратура Милана обвинила Луку Волонте, бывшего главу фракции Европейской народной партии в ПАСЕ, в коррупции и отмывании денег. По данным прокуратуры, Волонте получил 2,39 миллиона евро на организацию поддержки азербайджанских чиновников в Совете Европы. В январе 2021 года суд Милана приговорил Луку Волонте к четырём годам лишения свободы за получение взяток от азербайджанских политиков.
 Широкое использование британских ограниченных партнёрств (ТОО) как в азербайджанском, как и в российском «ландроматах» вызвало критику в отношении того, как эти организации регулируются. В результате Национальное агентство по борьбе с преступностью Великобритании (NCA) начало расследование роли британских ТОО в подобных операциях, а в декабре 2018 года правительство Великобритании представило ряд мер по сокращению отмывания денег через британские ТОО, повышению прозрачности и борьбе с коррупцией.
В ходе правительственной операции для борьбы с отмыванием денег через ТОО, в Великобритании NCA заморозило несколько банковских счетов, связанных с «Азербайджанским ландроматом».
Халид Шариф — старший партнёр лондонской юридической фирмы, был оштрафован трибуналом на 45 000 и 40 000 фунтов стерлингов за «невыполнение проверок на отмывание денег и нарушений своего профессионального кодекса» в сделке с недвижимостью, в которой две дочери президента азербайджа, Лейла и Арзу Алиевы, пытались приобрести недвижимость в Лондоне за 59,5 млн фунтов стерлингов.
Иззат Ханым Джавад (двоюродная сестра президента Азербайджана Ильхама Алиева — лондонский диджей под псевдонимом Микаэла Джав) и ее муж Сулейман Джавадов были расследованы NCA на предмет получения 13,9 миллиона фунтов стерлингов сомнительного происхождения.  В результате  была заключена сделка, по которой пара выплатила NCA 4 миллиона фунтов стерлингов из средств, полученных от ландромата. Сделка не является признанием вины. 
В ноябре 2021 года NCA подала иск об изъятии 15 миллионов фунтов стерлингов с банковских счетов, принадлежащих жене, сыну и племяннику высокопоставленного азербайджанского политика Джаваншира Фейзиева на основании того, что деньги были отмыты через азербайджанский ландромат. 